# Гессан, Аксель
Аксе́ль Тюре́ль Сауи́ Гесса́н (фр. Axel Thurel Sahuye Guessand; род. 6 ноября 2004, Шильтигайм) — французский футболист, защитник норвежского клуба «Кристиансунн».

## Клубная карьера
Гессан — воспитанник клубов «АС Страсбур», «Ваубан Страсбур», «Шильтигайм» и «Нанси». 28 августа 2021 года в матче против «Осера» он дебютировал в Лиге 2 в составе последнего. Летом 2022 года Гессан перешёл в итальянский «Удинезе», где начал выступать за молодёжный состав. 4 июня 2023 года в матче против «Ювентуса» он дебютировал в итальянской Серии A.
В январе 2024 года до конца сезона 2023/24 перешёл на правах аренды в нидерландский «Волендам».